# Lapinjärvi (sjö i Tervo, Norra Savolax)
Lapinjärvi är en sjö i kommunerna Tervo och Kuopio i landskapet Norra Savolax i Finland. Sjön ligger 100,4 meter över havet. Den är 7,9 meter djup. Arean är 35 hektar och strandlinjen är 4,74 kilometer lång. Sjön  ingår i Kymmene älvs huvudavrinningsområde.   Den ligger omkring 38 kilometer väster om Kuopio och omkring 320 kilometer norr om Helsingfors. 
I sjön finns ön Lapinsaari. 